# Anna (film 1987)
Anna  è un film statunitense del 1987 diretto da Yurek Bogayevicz.

## Trama
Anna, quarantaquattrenne immigrata cecoslovacca ed ex star cinematografica del suo Paese, vive da molti anni a New York. Mentre sta andando a un provino teatrale è seguita da Krystyna, una sua connazionale che indossa dei vestiti fuori moda e si trascina dietro diverse valigie.
Dopo l'audizione, Krystyna prova disperatamente a comunicare con Anna nella loro lingua. Anna inizialmente la ignora e la giovane sviene per strada, stringendo nella mano la foto in bianco e nero di uno dei primi film di Anna. Quest'ultima rimane colpita e decide di ospitare la ragazza nel suo appartamento. Giunte a casa l'agente dell'attrice telefona comunicandole che è stata scelta dal regista, cosa che fa pensare ad Anna che la ragazza le porti fortuna. Krystyna si ferma da Anna e inizia ad assorbire lo stile di vita americano.
Anna va giornalmente a teatro: non ha una parte fissa nello spettacolo, essendo stata scritturata come sostituta, perciò trascorre tutto il tempo nei camerini o dietro le quinte a ripassare le parti delle sue colleghe, nella vana attesa di poter entrare in scena. Krystyna, che ha imparato velocemente l'inglese, grazie alla sua avvenenza inizia una carriera di modella/attrice. In un momento di confidenze Anna rivela a Krystyna la sua vera storia di perseguitata politica e le narra del figlio che ha perso. Krystyna qualche tempo dopo concede un'intervista televisiva in cui ripercorre nei particolari la vita dell'amica come se fosse la propria. Anna ne rimane distrutta; caccia Krystyna di casa e la sera stessa irrompe delirante a teatro nel bel mezzo dello spettacolo. Anche la sua relazione con Daniel giunge in breve al capolinea. Qualche giorno dopo Anna va al cinema, dove stanno proiettando un suo vecchio film in bianco e nero, ma la pellicola improvvisamente inizia a bruciare davanti ai suoi occhi. Questo crescendo di frustrazioni, delusioni e sconfitte porta Anna fino al punto di arrivare sul set dove Krystyna sta lavorando con l'intento di spararle: Krystyna rimane illesa e il finale del film lascia intendere che l'amicizia tra le due donne, nonostante tutto, continuerà.

## Riconoscimenti
- Golden Globe 1988: miglior attrice in un film drammatico (Sally Kirkland)
- Independent Spirit Awards 1988: miglior attrice protagonista (Sally Kirkland)
- Seminci 1988: premio François Truffaut per la miglior opera prima

## Curiosità
- Anna è un film a basso costo ed è l'opera prima del regista polacco Yurek Bogayevicz; è considerato il debutto statunitense di Paulina Porizkova come attrice, mentre per Sally Kirkland si tratta del primo vero ruolo cinematografico da protagonista dopo molto teatro e diversi ruoli secondari.[1] [2]
- In alcune recensioni il film è stato accostato, per via del tema della rivalità tra una matura diva in declino e una giovane aspirante attrice disposta a tutto pur di sfondare, al classico hollywoodiano Eva contro Eva.[3]
- Durante la campagna promozionale europea per il film, la Kirkland ha rivelato di essersi ispirata ad attrici quali Eleonora Duse, Anna Magnani[4], Simone Signoret e Jeanne Moreau, e di essere ingrassata di cinque chili per dare maggiore credibilità al suo personaggio.[5]